# باغی: شورشی برای عشق (فیلم ۱۹۹۰)
باغی: شورشی برای عشق (به هندی: Baaghi: A Rebel for Love) فیلمی محصول سال ۱۹۹۰ و به کارگردانی دیپاک شیوداسانی است. در این فیلم بازیگرانی همچون سلمان خان، ناگما، کیران کومار، شاکتی کاپور، موهنیش باهل، سلیم خان ایفای نقش کرده‌اند.